# Collegio elettorale di Verolanuova (Regno d'Italia)
Il collegio elettorale di Verolanuova è stato un collegio elettorale uninominale e di lista del Regno d'Italia per l'elezione della Camera dei deputati.

## Storia
Il collegio uninominale venne istituito, insieme ad altri 442, tramite regio decreto 17 dicembre 1860, n. 4513.
Successivamente divenne collegio plurinominale tramite regio decreto 24 settembre 1882, n. 999, in seguito alla riforma che stabilì complessivamente 135 collegi elettorali.
Tornò poi ad essere un collegio uninominale tramite regio decreto 14 giugno 1891, n. 280, in seguito alla riforma che stabilì complessivamente 508 collegi elettorali.
Fu soppresso nel 1919 in seguito alla riforma che definì 54 collegi elettorali.
| Legislature           | VIII | IX   | X    | XI   | XII  | XIII | XIV  | XV   | XVI  | XVII | XVIII | XIX  | XX   | XXI  | XXII | XXIII | XXIV | XXV  | XXVI | XXVII | XXVIII | XXIX | XXX  |
| --------------------- | ---- | ---- | ---- | ---- | ---- | ---- | ---- | ---- | ---- | ---- | ----- | ---- | ---- | ---- | ---- | ----- | ---- | ---- | ---- | ----- | ------ | ---- | ---- |
| Elezioni              | 1861 | 1865 | 1867 | 1870 | 1874 | 1876 | 1880 | 1882 | 1886 | 1890 | 1892  | 1895 | 1897 | 1900 | 1904 | 1909  | 1913 | 1919 | 1921 | 1924  | 1929   | 1934 | 1939 |
| Deputati nel collegio | 1    | 1    | 1    | 1    | 1    | 1    | 1    | 4    | 4    | 4    | 1     | 1    | 1    | 1    | 1    | 1     | 1    |      |      |       |        |      |      |
|                       |      |      |      |      |      |      |      |      |      |      |       |      |      |      |      |       |      |      |      |       |        |      |      |
| Totale eletti         | 443  | 493  | 493  | 508  | 508  | 508  | 508  | 508  | 508  | 508  | 508   | 508  | 508  | 508  | 508  | 508   | 508  | 508  | 535  | 535   | 400    | 400  |      |
| Numero collegi        | 443  | 493  | 493  | 508  | 508  | 508  | 508  | 135  | 135  | 135  | 508   | 508  | 508  | 508  | 508  | 508   | 508  | 54   | 40   | 15    | 1      | 1    |      |

## Territorio
| Periodo   | Comuni |
| --------- | --- |
| 1861–1882 | Alfianello · Borgo San Giacomo · Offlaga · Dello · Barbariga · Mairano · Brandico · Longhena · Milzano · Orzinuovi · Pompiano · Orzivecchi · Gerolanuova · Corzano · Pontevico · Quinzano d'Oglio · Roccafranca · Ludriano · San Gervasio · Bassano Bresciano · Seniga · Verolanuova · Verolavecchia · Acqualunga · Farfengo · Padernello · Cignano · Frontignano · Quinzanello · Oriano · Cremezzano · Pedergnaga · Scarpizzolo             |
| 1882–1891 | Comuni del Circondario di Verolanuova e dei mandamenti di Chiari, Rovato, Orzinuovi, Bagnolo Mella, Ospitaletto, Montechiaro e Lonato. |
| 1891–1919 | Alfianello · Borgo San Giacomo · Offlaga · Dello · Barbariga · Mairano · Brandico · Longhena · Milzano · Orzinuovi · Pompiano · Orzivecchi · Gerolanuova · Corzano · Pontevico · Quinzano d'Oglio · Roccafranca · Ludriano · San Gervasio · Bassano Bresciano · Seniga · Verolanuova · Verolavecchia · Acqualunga · Farfengo · Padernello · Cignano · Frontignano · Quinzanello · Oriano · Cremezzano · Pedergnaga · Scarpizzolo · Cadignano |

## Eletti

### Uninominale
| Elezione                  | Elezione | Deputato                  | Partito                     |
| ------------------------- | -------- | ------------------------- | --------------------------- |
|                           | 1861     | Filippo Ugoni             | Destra storica              |
|                           | 1864     | Giambattista Giustinian   | Destra storica              |
| 1865                      |          | Giambattista Giustinian   | Destra storica              |
|                           | 1866     | Gaetano Semenza           | Sinistra storica            |
|                           | 1867     | Diogene Valotti           | Destra storica              |
|                           | 1867     | Angelo Martinengo         | Destra storica              |
|                           | 1869     | Giulio Padovani           | Destra storica              |
|                           | 1870     | Carlo Gorio               | Sinistra storica            |
| 1874                      |          | Carlo Gorio               | Sinistra storica            |
| 1876                      |          | Carlo Gorio               | Sinistra storica            |
| 1880                      |          | Carlo Gorio               | Sinistra storica            |
| (1882–1892) Plurinominale |          |                           |                             |
|                           | 1892     | Carlo Gorio               | Sinistra storica            |
| 1895                      |          | Carlo Gorio               | Sinistra storica            |
| 1897                      |          | Carlo Gorio               | Sinistra storica            |
| 1900                      |          | Carlo Gorio               | Sinistra storica            |
| 1904                      |          | Carlo Gorio               | Sinistra storica            |
|                           | 1909     | Giovanni Maria Longinotti | Unione Elettorale Cattolica |
| 1913                      |          | Giovanni Maria Longinotti | Unione Elettorale Cattolica |

### Plurinominale
Tra il 1882 e il 1891 il collegio assunse la denominazione di Brescia II.
| Elezione | Sinistra storica                                              |
| -------- | ------------------------------------------------------------- |
| Elezione |                                                               |
| 1882     | Carlo Gorio Antonio Barbieri Ulisse Papa Teodoro Buffoli      |
| 1884     | Giovanni Pavoni                                               |
| 1886     | Carlo Gorio Antonio Barbieri Ulisse Papa Giovanni Pavoni      |
| 1887     | Giovanni Antonio Poli                                         |
| 1890     | Carlo Gorio Giovanni Antonio Poli Ulisse Papa Giovanni Pavoni |

## Dati elettorali
Nel collegio si svolsero elezioni per diciassette legislature.

### VIII legislatura
Le votazioni si svolsero in 443 collegi uninominali a doppio turno. Come previsto dalla legge elettorale del 17 dicembre 1860, era eletto al primo turno il candidato che «riunisce in suo favore più del terzo dei voti del total numero dei membri componenti il collegio e più della metà dei suffragi dati dai votanti presenti all'adunanza» (art. 91). Se nessun candidato era eletto, al ballottaggio tra i due candidati con più voti era eletto chi otteneva il maggior numero di voti (art. 92) o, in caso di ugual numero di voti, il maggiore d'età (art. 93).
| Partito                    | Partito                    | Candidato                  | Risultati 27 gennaio 1861 | Risultati 27 gennaio 1861 |
| Partito                    | Partito                    | Candidato                  | Voti                      | %                         |
| -------------------------- | -------------------------- | -------------------------- | ------------------------- | ------------------------- |
|                            | Destra storica             | Filippo Ugoni*             | 163                       | 58,21                     |
|                            | Destra storica             | Stefano Jacini*            | 59                        | 21,07                     |
|                            |                            |                            |                           |                           |
| Iscritti                   | Iscritti                   | Iscritti                   | 940                       | 100,00                    |
| ↳ Votanti (% su iscritti)  | ↳ Votanti (% su iscritti)  | ↳ Votanti (% su iscritti)  | 280                       | 29,79                     |
| ↳ Astenuti (% su iscritti) | ↳ Astenuti (% su iscritti) | ↳ Astenuti (% su iscritti) | 660                       | 70,21                     |

(*) Accedono al ballottaggio in quanto nessuno dei candidati ha ottenuto un numero di voti maggiore di un terzo del numero di iscritti al voto (314 voti).
| Partito                            | Partito                            | Candidato                          | Risultati 3 febbraio 1861 | Risultati 3 febbraio 1861 |
| Partito                            | Partito                            | Candidato                          | Voti                      | %                         |
| ---------------------------------- | ---------------------------------- | ---------------------------------- | ------------------------- | ------------------------- |
|                                    | Destra storica                     | Filippo Ugoni                      | 167                       | 51,07                     |
|                                    | Destra storica                     | Stefano Jacini                     | 160                       | 48,93                     |
|                                    |                                    |                                    |                           |                           |
| Iscritti                           | Iscritti                           | Iscritti                           | 940                       | 100,00                    |
| ↳ Votanti (% su iscritti)          | ↳ Votanti (% su iscritti)          | ↳ Votanti (% su iscritti)          | 334                       | 35,53                     |
| ↳ Voti validi (% su votanti)       | ↳ Voti validi (% su votanti)       | ↳ Voti validi (% su votanti)       | 327                       | 97,90                     |
| ↳ Schede non valide (% su votanti) | ↳ Schede non valide (% su votanti) | ↳ Schede non valide (% su votanti) | 7                         | 2,10                      |
| ↳ Astenuti (% su iscritti)         | ↳ Astenuti (% su iscritti)         | ↳ Astenuti (% su iscritti)         | 606                       | 64,47                     |

| Partito                    | Partito                    | Candidato                  | Risultati 24 gennaio 1864 | Risultati 24 gennaio 1864 |
| Partito                    | Partito                    | Candidato                  | Voti                      | %                         |
| -------------------------- | -------------------------- | -------------------------- | ------------------------- | ------------------------- |
|                            | Destra storica             | Giambattista Giustinian*   | 118                       | 58,13                     |
|                            | Azionista                  | Giuseppe Garibaldi*        | 45                        | 22,17                     |
|                            |                            |                            |                           |                           |
| Iscritti                   | Iscritti                   | Iscritti                   | 893                       | 100,00                    |
| ↳ Votanti (% su iscritti)  | ↳ Votanti (% su iscritti)  | ↳ Votanti (% su iscritti)  | 203                       | 22,73                     |
| ↳ Astenuti (% su iscritti) | ↳ Astenuti (% su iscritti) | ↳ Astenuti (% su iscritti) | 690                       | 77,27                     |

(*) Accedono al ballottaggio in quanto nessuno dei candidati ha ottenuto un numero di voti maggiore di un terzo del numero di iscritti al voto (298 voti).
| Partito                            | Partito                            | Candidato                          | Risultati 31 gennaio 1864 | Risultati 31 gennaio 1864 |
| Partito                            | Partito                            | Candidato                          | Voti                      | %                         |
| ---------------------------------- | ---------------------------------- | ---------------------------------- | ------------------------- | ------------------------- |
|                                    | Destra storica                     | Giambattista Giustinian            | 185                       | 60,06                     |
|                                    | Azionista                          | Giuseppe Garibaldi                 | 123                       | 39,94                     |
|                                    |                                    |                                    |                           |                           |
| Iscritti                           | Iscritti                           | Iscritti                           | 893                       | 100,00                    |
| ↳ Votanti (% su iscritti)          | ↳ Votanti (% su iscritti)          | ↳ Votanti (% su iscritti)          | 321                       | 35,95                     |
| ↳ Voti validi (% su votanti)       | ↳ Voti validi (% su votanti)       | ↳ Voti validi (% su votanti)       | 308                       | 95,95                     |
| ↳ Schede non valide (% su votanti) | ↳ Schede non valide (% su votanti) | ↳ Schede non valide (% su votanti) | 13                        | 4,05                      |
| ↳ Astenuti (% su iscritti)         | ↳ Astenuti (% su iscritti)         | ↳ Astenuti (% su iscritti)         | 572                       | 64,05                     |

### IX legislatura
Le votazioni si svolsero in 493 collegi uninominali a doppio turno con la stessa normativa precedente (al primo turno un numero di voti maggiore di un terzo degli iscritti al voto).
| Partito                    | Partito                    | Candidato                  | Risultati 22 ottobre 1865 | Risultati 22 ottobre 1865 |
| Partito                    | Partito                    | Candidato                  | Voti                      | %                         |
| -------------------------- | -------------------------- | -------------------------- | ------------------------- | ------------------------- |
|                            | Destra storica             | Giambattista Giustinian*   | 188                       | 31,81                     |
|                            | Sinistra storica           | Enrico Bensa*              | 174                       | 29,44                     |
|                            | Sinistra storica           | Giuseppe Guerzoni          | 152                       | 25,72                     |
|                            |                            |                            |                           |                           |
| Iscritti                   | Iscritti                   | Iscritti                   | 1 026                     | 100,00                    |
| ↳ Votanti (% su iscritti)  | ↳ Votanti (% su iscritti)  | ↳ Votanti (% su iscritti)  | 591                       | 57,60                     |
| ↳ Astenuti (% su iscritti) | ↳ Astenuti (% su iscritti) | ↳ Astenuti (% su iscritti) | 435                       | 42,40                     |

(*) Accedono al ballottaggio in quanto nessuno dei candidati ha ottenuto un numero di voti maggiore di un terzo del numero di iscritti al voto (342 voti).
| Partito                            | Partito                            | Candidato                          | Risultati 29 ottobre 1865 | Risultati 29 ottobre 1865 |
| Partito                            | Partito                            | Candidato                          | Voti                      | %                         |
| ---------------------------------- | ---------------------------------- | ---------------------------------- | ------------------------- | ------------------------- |
|                                    | Destra storica                     | Giambattista Giustinian            | 389                       | 59,30                     |
|                                    | Sinistra storica                   | Enrico Bensa                       | 267                       | 40,70                     |
|                                    |                                    |                                    |                           |                           |
| Iscritti                           | Iscritti                           | Iscritti                           | 1 026                     | 100,00                    |
| ↳ Votanti (% su iscritti)          | ↳ Votanti (% su iscritti)          | ↳ Votanti (% su iscritti)          | 674                       | 65,69                     |
| ↳ Voti validi (% su votanti)       | ↳ Voti validi (% su votanti)       | ↳ Voti validi (% su votanti)       | 656                       | 97,33                     |
| ↳ Schede non valide (% su votanti) | ↳ Schede non valide (% su votanti) | ↳ Schede non valide (% su votanti) | 18                        | 2,67                      |
| ↳ Astenuti (% su iscritti)         | ↳ Astenuti (% su iscritti)         | ↳ Astenuti (% su iscritti)         | 352                       | 34,31                     |

| Partito                    | Partito                    | Candidato                  | Risultati 2 dicembre 1866 | Risultati 2 dicembre 1866 |
| Partito                    | Partito                    | Candidato                  | Voti                      | %                         |
| -------------------------- | -------------------------- | -------------------------- | ------------------------- | ------------------------- |
|                            | Sinistra storica           | Gaetano Semenza*           | 142                       | 51,45                     |
|                            | Destra storica             | Diogene Valotti*           | 46                        | 16,67                     |
|                            |                            |                            |                           |                           |
| Iscritti                   | Iscritti                   | Iscritti                   | 961                       | 100,00                    |
| ↳ Votanti (% su iscritti)  | ↳ Votanti (% su iscritti)  | ↳ Votanti (% su iscritti)  | 276                       | 28,72                     |
| ↳ Astenuti (% su iscritti) | ↳ Astenuti (% su iscritti) | ↳ Astenuti (% su iscritti) | 685                       | 71,28                     |

(*) Accedono al ballottaggio in quanto nessuno dei candidati ha ottenuto un numero di voti maggiore di un terzo del numero di iscritti al voto (320 voti).
| Partito                            | Partito                            | Candidato                          | Risultati 9 dicembre 1866 | Risultati 9 dicembre 1866 |
| Partito                            | Partito                            | Candidato                          | Voti                      | %                         |
| ---------------------------------- | ---------------------------------- | ---------------------------------- | ------------------------- | ------------------------- |
|                                    | Sinistra storica                   | Gaetano Semenza                    | 200                       | 71,43                     |
|                                    | Destra storica                     | Diogene Valotti                    | 80                        | 28,57                     |
|                                    |                                    |                                    |                           |                           |
| Iscritti                           | Iscritti                           | Iscritti                           | 961                       | 100,00                    |
| ↳ Votanti (% su iscritti)          | ↳ Votanti (% su iscritti)          | ↳ Votanti (% su iscritti)          | 290                       | 30,18                     |
| ↳ Voti validi (% su votanti)       | ↳ Voti validi (% su votanti)       | ↳ Voti validi (% su votanti)       | 280                       | 96,55                     |
| ↳ Schede non valide (% su votanti) | ↳ Schede non valide (% su votanti) | ↳ Schede non valide (% su votanti) | 10                        | 3,45                      |
| ↳ Astenuti (% su iscritti)         | ↳ Astenuti (% su iscritti)         | ↳ Astenuti (% su iscritti)         | 671                       | 69,82                     |

### X legislatura
Le votazioni si svolsero in 493 collegi uninominali a doppio turno con la stessa normativa precedente (al primo turno un numero di voti maggiore di un terzo degli iscritti al voto).
| Partito                    | Partito                    | Candidato                  | Risultati 10 marzo 1867 | Risultati 10 marzo 1867 |
| Partito                    | Partito                    | Candidato                  | Voti                    | %                       |
| -------------------------- | -------------------------- | -------------------------- | ----------------------- | ----------------------- |
|                            | Sinistra storica           | Gaetano Semenza*           | 226                     | 69,54                   |
|                            | Destra storica             | Diogene Valotti*           | 58                      | 17,85                   |
|                            |                            |                            |                         |                         |
| Iscritti                   | Iscritti                   | Iscritti                   | 960                     | 100,00                  |
| ↳ Votanti (% su iscritti)  | ↳ Votanti (% su iscritti)  | ↳ Votanti (% su iscritti)  | 325                     | 33,85                   |
| ↳ Astenuti (% su iscritti) | ↳ Astenuti (% su iscritti) | ↳ Astenuti (% su iscritti) | 635                     | 66,15                   |

(*) Accedono al ballottaggio in quanto nessuno dei candidati ha ottenuto un numero di voti maggiore di un terzo del numero di iscritti al voto (320 voti).
| Partito                            | Partito                            | Candidato                          | Risultati 17 marzo 1867 | Risultati 17 marzo 1867 |
| Partito                            | Partito                            | Candidato                          | Voti                    | %                       |
| ---------------------------------- | ---------------------------------- | ---------------------------------- | ----------------------- | ----------------------- |
|                                    | Destra storica                     | Diogene Valotti                    | 246                     | 51,57                   |
|                                    | Sinistra storica                   | Gaetano Semenza                    | 231                     | 48,43                   |
|                                    |                                    |                                    |                         |                         |
| Iscritti                           | Iscritti                           | Iscritti                           | 960                     | 100,00                  |
| ↳ Votanti (% su iscritti)          | ↳ Votanti (% su iscritti)          | ↳ Votanti (% su iscritti)          | 489                     | 50,94                   |
| ↳ Voti validi (% su votanti)       | ↳ Voti validi (% su votanti)       | ↳ Voti validi (% su votanti)       | 477                     | 97,55                   |
| ↳ Schede non valide (% su votanti) | ↳ Schede non valide (% su votanti) | ↳ Schede non valide (% su votanti) | 12                      | 2,45                    |
| ↳ Astenuti (% su iscritti)         | ↳ Astenuti (% su iscritti)         | ↳ Astenuti (% su iscritti)         | 471                     | 49,06                   |

| Partito                    | Partito                    | Candidato                  | Risultati 5 maggio 1867 | Risultati 5 maggio 1867 |
| Partito                    | Partito                    | Candidato                  | Voti                    | %                       |
| -------------------------- | -------------------------- | -------------------------- | ----------------------- | ----------------------- |
|                            | Destra storica             | Angelo Martinengo*         | 105                     | 37,10                   |
|                            | Sinistra storica           | Teodoro Buffoli*           | 94                      | 33,22                   |
|                            | Sinistra storica           | Francesco Ferrara          | 66                      | 23,32                   |
|                            |                            |                            |                         |                         |
| Iscritti                   | Iscritti                   | Iscritti                   | 959                     | 100,00                  |
| ↳ Votanti (% su iscritti)  | ↳ Votanti (% su iscritti)  | ↳ Votanti (% su iscritti)  | 283                     | 29,51                   |
| ↳ Astenuti (% su iscritti) | ↳ Astenuti (% su iscritti) | ↳ Astenuti (% su iscritti) | 676                     | 70,49                   |

(*) Accedono al ballottaggio in quanto nessuno dei candidati ha ottenuto un numero di voti maggiore di un terzo del numero di iscritti al voto (319 voti).
| Partito                            | Partito                            | Candidato                          | Risultati 12 maggio 1867 | Risultati 12 maggio 1867 |
| Partito                            | Partito                            | Candidato                          | Voti                     | %                        |
| ---------------------------------- | ---------------------------------- | ---------------------------------- | ------------------------ | ------------------------ |
|                                    | Destra storica                     | Angelo Martinengo                  | 245                      | 54,57                    |
|                                    | Sinistra storica                   | Teodoro Buffoli                    | 204                      | 45,43                    |
|                                    |                                    |                                    |                          |                          |
| Iscritti                           | Iscritti                           | Iscritti                           | 959                      | 100,00                   |
| ↳ Votanti (% su iscritti)          | ↳ Votanti (% su iscritti)          | ↳ Votanti (% su iscritti)          | 461                      | 48,07                    |
| ↳ Voti validi (% su votanti)       | ↳ Voti validi (% su votanti)       | ↳ Voti validi (% su votanti)       | 449                      | 97,40                    |
| ↳ Schede non valide (% su votanti) | ↳ Schede non valide (% su votanti) | ↳ Schede non valide (% su votanti) | 12                       | 2,60                     |
| ↳ Astenuti (% su iscritti)         | ↳ Astenuti (% su iscritti)         | ↳ Astenuti (% su iscritti)         | 498                      | 51,93                    |

| Partito                    | Partito                    | Candidato                  | Risultati 19 dicembre 1869 | Risultati 19 dicembre 1869 |
| Partito                    | Partito                    | Candidato                  | Voti                       | %                          |
| -------------------------- | -------------------------- | -------------------------- | -------------------------- | -------------------------- |
|                            | Destra storica             | Giulio Padovani*           | 84                         | 35,15                      |
|                            | Sinistra storica           | Raffaele Sonzogno*         | 55                         | 23,01                      |
|                            |                            |                            |                            |                            |
| Iscritti                   | Iscritti                   | Iscritti                   | 1 019                      | 100,00                     |
| ↳ Votanti (% su iscritti)  | ↳ Votanti (% su iscritti)  | ↳ Votanti (% su iscritti)  | 239                        | 23,45                      |
| ↳ Astenuti (% su iscritti) | ↳ Astenuti (% su iscritti) | ↳ Astenuti (% su iscritti) | 780                        | 76,55                      |

(*) Accedono al ballottaggio in quanto nessuno dei candidati ha ottenuto un numero di voti maggiore di un terzo del numero di iscritti al voto (339 voti).
| Partito                            | Partito                            | Candidato                          | Risultati 26 dicembre 1869 | Risultati 26 dicembre 1869 |
| Partito                            | Partito                            | Candidato                          | Voti                       | %                          |
| ---------------------------------- | ---------------------------------- | ---------------------------------- | -------------------------- | -------------------------- |
|                                    | Destra storica                     | Giulio Padovani                    | 171                        | 51,51                      |
|                                    | Sinistra storica                   | Raffaele Sonzogno                  | 161                        | 48,49                      |
|                                    |                                    |                                    |                            |                            |
| Iscritti                           | Iscritti                           | Iscritti                           | 1 019                      | 100,00                     |
| ↳ Votanti (% su iscritti)          | ↳ Votanti (% su iscritti)          | ↳ Votanti (% su iscritti)          | 336                        | 32,97                      |
| ↳ Voti validi (% su votanti)       | ↳ Voti validi (% su votanti)       | ↳ Voti validi (% su votanti)       | 332                        | 98,81                      |
| ↳ Schede non valide (% su votanti) | ↳ Schede non valide (% su votanti) | ↳ Schede non valide (% su votanti) | 4                          | 1,19                       |
| ↳ Astenuti (% su iscritti)         | ↳ Astenuti (% su iscritti)         | ↳ Astenuti (% su iscritti)         | 683                        | 67,03                      |

### XI legislatura
Le votazioni si svolsero in 508 collegi uninominali a doppio turno con la normativa del 1860 (al primo turno un numero di voti maggiore di un terzo degli iscritti al voto).
| Partito                    | Partito                    | Candidato                  | Risultati 20 novembre 1870 | Risultati 20 novembre 1870 |
| Partito                    | Partito                    | Candidato                  | Voti                       | %                          |
| -------------------------- | -------------------------- | -------------------------- | -------------------------- | -------------------------- |
|                            | Sinistra storica           | Carlo Gorio*               | 126                        | 43,15                      |
|                            | Destra storica             | Giulio Padovani*           | 58                         | 19,86                      |
|                            | Sinistra storica           | Gaetano Semenza            | 54                         | 18,49                      |
|                            |                            |                            |                            |                            |
| Iscritti                   | Iscritti                   | Iscritti                   | 1 002                      | 100,00                     |
| ↳ Votanti (% su iscritti)  | ↳ Votanti (% su iscritti)  | ↳ Votanti (% su iscritti)  | 292                        | 29,14                      |
| ↳ Astenuti (% su iscritti) | ↳ Astenuti (% su iscritti) | ↳ Astenuti (% su iscritti) | 710                        | 70,86                      |

(*) Accedono al ballottaggio in quanto nessuno dei candidati ha ottenuto un numero di voti maggiore di un terzo del numero di iscritti al voto (334 voti).
| Partito                            | Partito                            | Candidato                          | Risultati 27 novembre 1870 | Risultati 27 novembre 1870 |
| Partito                            | Partito                            | Candidato                          | Voti                       | %                          |
| ---------------------------------- | ---------------------------------- | ---------------------------------- | -------------------------- | -------------------------- |
|                                    | Sinistra storica                   | Carlo Gorio                        | 223                        | 61,26                      |
|                                    | Destra storica                     | Giulio Padovani                    | 141                        | 38,74                      |
|                                    |                                    |                                    |                            |                            |
| Iscritti                           | Iscritti                           | Iscritti                           | 1 002                      | 100,00                     |
| ↳ Votanti (% su iscritti)          | ↳ Votanti (% su iscritti)          | ↳ Votanti (% su iscritti)          | 369                        | 36,83                      |
| ↳ Voti validi (% su votanti)       | ↳ Voti validi (% su votanti)       | ↳ Voti validi (% su votanti)       | 364                        | 98,64                      |
| ↳ Schede non valide (% su votanti) | ↳ Schede non valide (% su votanti) | ↳ Schede non valide (% su votanti) | 5                          | 1,36                       |
| ↳ Astenuti (% su iscritti)         | ↳ Astenuti (% su iscritti)         | ↳ Astenuti (% su iscritti)         | 633                        | 63,17                      |

### XII legislatura
Le votazioni si svolsero in 508 collegi uninominali a doppio turno con la normativa del 1860 (al primo turno un numero di voti maggiore di un terzo degli iscritti al voto).
| Partito                    | Partito                    | Candidato                   | Risultati 8 novembre 1874 | Risultati 8 novembre 1874 |
| Partito                    | Partito                    | Candidato                   | Voti                      | %                         |
| -------------------------- | -------------------------- | --------------------------- | ------------------------- | ------------------------- |
|                            | Sinistra storica           | Carlo Gorio*                | 348                       | 67,70                     |
|                            | Destra storica             | Nicola Panciera di Zoppola* | 146                       | 28,40                     |
|                            |                            |                             |                           |                           |
| Iscritti                   | Iscritti                   | Iscritti                    | 1 107                     | 100,00                    |
| ↳ Votanti (% su iscritti)  | ↳ Votanti (% su iscritti)  | ↳ Votanti (% su iscritti)   | 514                       | 46,43                     |
| ↳ Astenuti (% su iscritti) | ↳ Astenuti (% su iscritti) | ↳ Astenuti (% su iscritti)  | 593                       | 53,57                     |

(*) Accedono al ballottaggio in quanto nessuno dei candidati ha ottenuto un numero di voti maggiore di un terzo del numero di iscritti al voto (369 voti).
| Partito                            | Partito                            | Candidato                          | Risultati 15 novembre 1874 | Risultati 15 novembre 1874 |
| Partito                            | Partito                            | Candidato                          | Voti                       | %                          |
| ---------------------------------- | ---------------------------------- | ---------------------------------- | -------------------------- | -------------------------- |
|                                    | Sinistra storica                   | Carlo Gorio                        | 360                        | 64,40                      |
|                                    | Destra storica                     | Nicola Panciera di Zoppola         | 199                        | 35,60                      |
|                                    |                                    |                                    |                            |                            |
| Iscritti                           | Iscritti                           | Iscritti                           | 1 107                      | 100,00                     |
| ↳ Votanti (% su iscritti)          | ↳ Votanti (% su iscritti)          | ↳ Votanti (% su iscritti)          | 596                        | 53,84                      |
| ↳ Voti validi (% su votanti)       | ↳ Voti validi (% su votanti)       | ↳ Voti validi (% su votanti)       | 559                        | 93,79                      |
| ↳ Schede non valide (% su votanti) | ↳ Schede non valide (% su votanti) | ↳ Schede non valide (% su votanti) | 37                         | 6,21                       |
| ↳ Astenuti (% su iscritti)         | ↳ Astenuti (% su iscritti)         | ↳ Astenuti (% su iscritti)         | 511                        | 46,16                      |

### XIII legislatura
Le votazioni si svolsero in 508 collegi uninominali a doppio turno con la normativa del 1860 (al primo turno un numero di voti maggiore di un terzo degli iscritti al voto).
| Partito                    | Partito                    | Candidato                  | Risultati 5 novembre 1876 | Risultati 5 novembre 1876 |
| Partito                    | Partito                    | Candidato                  | Voti                      | %                         |
| -------------------------- | -------------------------- | -------------------------- | ------------------------- | ------------------------- |
|                            | Sinistra storica           | Carlo Gorio*               | 360                       | 91,37                     |
|                            | Destra storica             | Giacinto Ghisi*            | 4                         | 1,02                      |
|                            | Sinistra storica           | Antonio Barbieri           | 4                         | 1,02                      |
|                            |                            |                            |                           |                           |
| Iscritti                   | Iscritti                   | Iscritti                   | 1 222                     | 100,00                    |
| ↳ Votanti (% su iscritti)  | ↳ Votanti (% su iscritti)  | ↳ Votanti (% su iscritti)  | 394                       | 32,24                     |
| ↳ Astenuti (% su iscritti) | ↳ Astenuti (% su iscritti) | ↳ Astenuti (% su iscritti) | 828                       | 67,76                     |

(*) Accedono al ballottaggio in quanto nessuno dei candidati ha ottenuto un numero di voti maggiore di un terzo del numero di iscritti al voto (407 voti). Il candidato Ghisi accede al ballottaggio in quanto, a parità di voti, risulta essere più anziano d'età del candidato Barbieri.
| Partito                            | Partito                            | Candidato                          | Risultati 12 novembre 1876 | Risultati 12 novembre 1876 |
| Partito                            | Partito                            | Candidato                          | Voti                       | %                          |
| ---------------------------------- | ---------------------------------- | ---------------------------------- | -------------------------- | -------------------------- |
|                                    | Sinistra storica                   | Carlo Gorio                        | 360                        | 97,04                      |
|                                    | Destra storica                     | Giacinto Ghisi                     | 11                         | 2,96                       |
|                                    |                                    |                                    |                            |                            |
| Iscritti                           | Iscritti                           | Iscritti                           | 1 222                      | 100,00                     |
| ↳ Votanti (% su iscritti)          | ↳ Votanti (% su iscritti)          | ↳ Votanti (% su iscritti)          | 375                        | 30,69                      |
| ↳ Voti validi (% su votanti)       | ↳ Voti validi (% su votanti)       | ↳ Voti validi (% su votanti)       | 371                        | 98,93                      |
| ↳ Schede non valide (% su votanti) | ↳ Schede non valide (% su votanti) | ↳ Schede non valide (% su votanti) | 4                          | 1,07                       |
| ↳ Astenuti (% su iscritti)         | ↳ Astenuti (% su iscritti)         | ↳ Astenuti (% su iscritti)         | 847                        | 69,31                      |

### XIV legislatura
Le votazioni si svolsero in 508 collegi uninominali a doppio turno con la normativa del 1860 (al primo turno un numero di voti maggiore di un terzo degli iscritti al voto).
| Partito                    | Partito                    | Candidato                  | Risultati 16 maggio 1880 | Risultati 16 maggio 1880 |
| Partito                    | Partito                    | Candidato                  | Voti                     | %                        |
| -------------------------- | -------------------------- | -------------------------- | ------------------------ | ------------------------ |
|                            | Sinistra storica           | Carlo Gorio                | 375                      | 67,81                    |
|                            | Destra storica             | Roberto Corniani           | 145                      | 26,22                    |
|                            |                            |                            |                          |                          |
| Iscritti                   | Iscritti                   | Iscritti                   | 1 147                    | 100,00                   |
| ↳ Votanti (% su iscritti)  | ↳ Votanti (% su iscritti)  | ↳ Votanti (% su iscritti)  | 553                      | 48,21                    |
| ↳ Astenuti (% su iscritti) | ↳ Astenuti (% su iscritti) | ↳ Astenuti (% su iscritti) | 594                      | 51,79                    |

### XV legislatura
Le votazioni si svolsero in 135 collegi plurinominali a doppio turno. Come previsto dalla legge elettorale politica del 24 settembre 1882, erano eletti al primo turno i candidati che «hanno ottenuto il maggior numero di voti, purché questo numero oltrepassi l'ottavo del numero degli elettori iscritti» (art. 74) secondo il numero di deputati previsto per il collegio; se il numero di eletti era inferiore al numero di deputati, il ballottaggio era tra i non eletti (in numero doppio rispetto ai deputati ancora da eleggere) che avevano il maggior numero di voti (art. 75) ed era eletto chi otteneva il maggior numero di voti nella seconda votazione (art. 77) oppure, in caso di ugual numero di voti, il maggiore d'età (art. 78).
| Partito                    | Partito                    | Candidato                  | Risultati 29 ottobre 1882 | Risultati 29 ottobre 1882 |
| Partito                    | Partito                    | Candidato                  | Voti                      | %                         |
| -------------------------- | -------------------------- | -------------------------- | ------------------------- | ------------------------- |
|                            | Sinistra storica           | Carlo Gorio                | 6 116                     | 70,05                     |
|                            | Sinistra storica           | Antonio Barbieri           | 5 523                     | 63,26                     |
|                            | Sinistra storica           | Ulisse Papa                | 4 925                     | 56,41                     |
|                            | Sinistra storica           | Teodoro Buffoli            | 4 299                     | 49,24                     |
|                            | Destra storica             | Ludovico Bettoni           | 3 126                     | 35,80                     |
|                            | Destra storica             | Enrico Nestore Legnazzi    | 2 602                     | 29,80                     |
|                            | Destra storica             | Enrico Dandolo             | 2 481                     | 28,42                     |
|                            | Estrema sinistra storica   | Gabriele Rosa              | 198                       | 2,27                      |
|                            | —                          | Francesco Zigliani         | 146                       | 1,67                      |
|                            | —                          | Ignazio Lama               | 129                       | 1,48                      |
|                            | —                          | Andrea Alberti             | 64                        | 0,73                      |
|                            |                            |                            |                           |                           |
| Iscritti                   | Iscritti                   | Iscritti                   | 17 631                    | 100,00                    |
| ↳ Votanti (% su iscritti)  | ↳ Votanti (% su iscritti)  | ↳ Votanti (% su iscritti)  | 8 731                     | 49,52                     |
| ↳ Astenuti (% su iscritti) | ↳ Astenuti (% su iscritti) | ↳ Astenuti (% su iscritti) | 8 900                     | 50,48                     |

### XVI legislatura
Le votazioni si svolsero in 135 collegi plurinominali a doppio turno con la normativa del 1882 (al primo turno un numero di voti maggiore di un ottavo degli iscritti al voto).
| Partito                    | Partito                    | Candidato                  | Risultati 23 maggio 1886 | Risultati 23 maggio 1886 |
| Partito                    | Partito                    | Candidato                  | Voti                     | %                        |
| -------------------------- | -------------------------- | -------------------------- | ------------------------ | ------------------------ |
|                            | Sinistra storica           | Carlo Gorio                | 5 567                    | 82,39                    |
|                            | Sinistra storica           | Ulisse Papa                | 5 055                    | 74,81                    |
|                            | Sinistra storica           | Giovanni Pavoni            | 4 671                    | 69,13                    |
|                            | Sinistra storica           | Antonio Barbieri           | 4 084                    | 60,44                    |
|                            | Estrema sinistra storica   | Cesare Nova                | 1 314                    | 19,45                    |
|                            | Destra storica             | Carlo Plebani              | 974                      | 14,41                    |
|                            | Sinistra storica           | Ambrogio Vertua            | 278                      | 4,11                     |
|                            | Destra storica             | Ludovico Bettoni           | 151                      | 2,23                     |
|                            | Destra storica             | Bortolo Benedini           | 108                      | 1,60                     |
|                            |                            |                            |                          |                          |
| Iscritti                   | Iscritti                   | Iscritti                   | 18 809                   | 100,00                   |
| ↳ Votanti (% su iscritti)  | ↳ Votanti (% su iscritti)  | ↳ Votanti (% su iscritti)  | 6 757                    | 35,92                    |
| ↳ Astenuti (% su iscritti) | ↳ Astenuti (% su iscritti) | ↳ Astenuti (% su iscritti) | 12 052                   | 64,08                    |

### XVII legislatura
Le votazioni si svolsero in 135 collegi plurinominali a doppio turno con la normativa del 1882 (al primo turno un numero di voti maggiore di un ottavo degli iscritti al voto).
| Partito                    | Partito                    | Candidato                  | Risultati 23 novembre 1890 | Risultati 23 novembre 1890 |
| Partito                    | Partito                    | Candidato                  | Voti                       | %                          |
| -------------------------- | -------------------------- | -------------------------- | -------------------------- | -------------------------- |
|                            | Sinistra storica           | Ulisse Papa                | 4 575                      | 78,99                      |
|                            | Sinistra storica           | Carlo Gorio                | 4 301                      | 74,26                      |
|                            | Sinistra storica           | Giovanni Antonio Poli      | 3 987                      | 68,84                      |
|                            | Sinistra storica           | Giovanni Pavoni            | 3 466                      | 59,84                      |
|                            | Estrema sinistra storica   | Cesare Nova                | 1 326                      | 22,89                      |
|                            | Destra storica             | Gian Giacomo Morando       | 428                        | 7,39                       |
|                            | Destra storica             | Egidio Garuffa             | 251                        | 4,33                       |
|                            | Destra storica             | Ludovico Bettoni           | 109                        | 1,88                       |
|                            |                            |                            |                            |                            |
| Iscritti                   | Iscritti                   | Iscritti                   | 20 007                     | 100,00                     |
| ↳ Votanti (% su iscritti)  | ↳ Votanti (% su iscritti)  | ↳ Votanti (% su iscritti)  | 5 792                      | 28,95                      |
| ↳ Astenuti (% su iscritti) | ↳ Astenuti (% su iscritti) | ↳ Astenuti (% su iscritti) | 14 215                     | 71,05                      |

### XVIII legislatura
Le votazioni si svolsero in 508 collegi uninominali a doppio turno. Come previsto dalla legge elettorale politica del 28 giugno 1892, era eletto al primo turno il candidato che «ha ottenuto un numero di voti maggiore del sesto del numero totale degli elettori iscritti nella lista del collegio e più della metà dei suffragi dati dai votanti» escludendo le schede nulle (art. 74). Se nessun candidato era eletto, al ballottaggio tra i due candidati con più voti (art. 75) era eletto chi otteneva il maggior numero di voti oppure, in caso di ugual numero di voti, il maggiore d'età (art. 77).
| Partito                            | Partito                            | Candidato                          | Risultati 6 novembre 1892 | Risultati 6 novembre 1892 |
| Partito                            | Partito                            | Candidato                          | Voti                      | %                         |
| ---------------------------------- | ---------------------------------- | ---------------------------------- | ------------------------- | ------------------------- |
|                                    | Sinistra storica                   | Carlo Gorio                        | 2 193                     | 98,25                     |
|                                    | Sinistra storica                   | Giovanni Pavoni                    | 39                        | 1,75                      |
|                                    |                                    |                                    |                           |                           |
| Iscritti                           | Iscritti                           | Iscritti                           | 6 317                     | 100,00                    |
| ↳ Votanti (% su iscritti)          | ↳ Votanti (% su iscritti)          | ↳ Votanti (% su iscritti)          | 2 355                     | 37,28                     |
| ↳ Voti validi (% su votanti)       | ↳ Voti validi (% su votanti)       | ↳ Voti validi (% su votanti)       | 2 232                     | 94,78                     |
| ↳ Schede non valide (% su votanti) | ↳ Schede non valide (% su votanti) | ↳ Schede non valide (% su votanti) | 123                       | 5,22                      |
| ↳ Astenuti (% su iscritti)         | ↳ Astenuti (% su iscritti)         | ↳ Astenuti (% su iscritti)         | 3 962                     | 62,72                     |

### XIX legislatura
Le votazioni si svolsero in 508 collegi uninominali a doppio turno con la normativa del 1892 (al primo turno un numero di voti maggiore di un sesto degli iscritti al voto).
| Partito                            | Partito                            | Candidato                          | Risultati 26 maggio 1895 | Risultati 26 maggio 1895 |
| Partito                            | Partito                            | Candidato                          | Voti                     | %                        |
| ---------------------------------- | ---------------------------------- | ---------------------------------- | ------------------------ | ------------------------ |
|                                    | Sinistra storica                   | Carlo Gorio                        | 1 311                    | 97,84                    |
|                                    | Sinistra storica                   | Ambrogio Vertua                    | 29                       | 2,16                     |
|                                    |                                    |                                    |                          |                          |
| Iscritti                           | Iscritti                           | Iscritti                           | 3 577                    | 100,00                   |
| ↳ Votanti (% su iscritti)          | ↳ Votanti (% su iscritti)          | ↳ Votanti (% su iscritti)          | 1 442                    | 40,31                    |
| ↳ Voti validi (% su votanti)       | ↳ Voti validi (% su votanti)       | ↳ Voti validi (% su votanti)       | 1 340                    | 92,93                    |
| ↳ Schede non valide (% su votanti) | ↳ Schede non valide (% su votanti) | ↳ Schede non valide (% su votanti) | 102                      | 7,07                     |
| ↳ Astenuti (% su iscritti)         | ↳ Astenuti (% su iscritti)         | ↳ Astenuti (% su iscritti)         | 2 135                    | 59,69                    |

### XX legislatura
Le votazioni si svolsero in 508 collegi uninominali a doppio turno con la normativa del 1892 (al primo turno un numero di voti maggiore di un sesto degli iscritti al voto).
| Partito                            | Partito                            | Candidato                          | Risultati 21 marzo 1897 | Risultati 21 marzo 1897 |
| Partito                            | Partito                            | Candidato                          | Voti                    | %                       |
| ---------------------------------- | ---------------------------------- | ---------------------------------- | ----------------------- | ----------------------- |
|                                    | Sinistra storica                   | Carlo Gorio                        | 1 278                   | 100,00                  |
|                                    |                                    |                                    |                         |                         |
| Iscritti                           | Iscritti                           | Iscritti                           | 3 482                   | 100,00                  |
| ↳ Votanti (% su iscritti)          | ↳ Votanti (% su iscritti)          | ↳ Votanti (% su iscritti)          | 1 395                   | 40,06                   |
| ↳ Voti validi (% su votanti)       | ↳ Voti validi (% su votanti)       | ↳ Voti validi (% su votanti)       | 1 278                   | 91,61                   |
| ↳ Schede non valide (% su votanti) | ↳ Schede non valide (% su votanti) | ↳ Schede non valide (% su votanti) | 117                     | 8,39                    |
| ↳ Astenuti (% su iscritti)         | ↳ Astenuti (% su iscritti)         | ↳ Astenuti (% su iscritti)         | 2 087                   | 59,94                   |

### XXI legislatura
Le votazioni si svolsero in 508 collegi uninominali a doppio turno con la normativa del 1892 (al primo turno un numero di voti maggiore di un sesto degli iscritti al voto).
| Partito                            | Partito                            | Candidato                          | Risultati 3 giugno 1900 | Risultati 3 giugno 1900 |
| Partito                            | Partito                            | Candidato                          | Voti                    | %                       |
| ---------------------------------- | ---------------------------------- | ---------------------------------- | ----------------------- | ----------------------- |
|                                    | Sinistra storica                   | Carlo Gorio                        | 971                     | 75,74                   |
|                                    | Socialista                         | Ercole Paroli                      | 311                     | 24,26                   |
|                                    |                                    |                                    |                         |                         |
| Iscritti                           | Iscritti                           | Iscritti                           | 4 067                   | 100,00                  |
| ↳ Votanti (% su iscritti)          | ↳ Votanti (% su iscritti)          | ↳ Votanti (% su iscritti)          | 1 333                   | 32,78                   |
| ↳ Voti validi (% su votanti)       | ↳ Voti validi (% su votanti)       | ↳ Voti validi (% su votanti)       | 1 282                   | 96,17                   |
| ↳ Schede non valide (% su votanti) | ↳ Schede non valide (% su votanti) | ↳ Schede non valide (% su votanti) | 51                      | 3,83                    |
| ↳ Astenuti (% su iscritti)         | ↳ Astenuti (% su iscritti)         | ↳ Astenuti (% su iscritti)         | 2 734                   | 67,22                   |

### XXII legislatura
Le votazioni si svolsero in 508 collegi uninominali a doppio turno con la normativa del 1892 (al primo turno un numero di voti maggiore di un sesto degli iscritti al voto).
| Partito                            | Partito                            | Candidato                          | Risultati 6 novembre 1904 | Risultati 6 novembre 1904 |
| Partito                            | Partito                            | Candidato                          | Voti                      | %                         |
| ---------------------------------- | ---------------------------------- | ---------------------------------- | ------------------------- | ------------------------- |
|                                    | Sinistra storica                   | Carlo Gorio                        | 2 067                     | 85,17                     |
|                                    | Socialista                         | Enrico Dugoni                      | 360                       | 14,83                     |
|                                    |                                    |                                    |                           |                           |
| Iscritti                           | Iscritti                           | Iscritti                           | 4 727                     | 100,00                    |
| ↳ Votanti (% su iscritti)          | ↳ Votanti (% su iscritti)          | ↳ Votanti (% su iscritti)          | 2 562                     | 54,20                     |
| ↳ Voti validi (% su votanti)       | ↳ Voti validi (% su votanti)       | ↳ Voti validi (% su votanti)       | 2 427                     | 94,73                     |
| ↳ Schede non valide (% su votanti) | ↳ Schede non valide (% su votanti) | ↳ Schede non valide (% su votanti) | 135                       | 5,27                      |
| ↳ Astenuti (% su iscritti)         | ↳ Astenuti (% su iscritti)         | ↳ Astenuti (% su iscritti)         | 2 165                     | 45,80                     |

### XXIII legislatura
Le votazioni si svolsero in 508 collegi uninominali a doppio turno con la normativa del 1892 (al primo turno un numero di voti maggiore di un sesto degli iscritti al voto).
| Partito                            | Partito                            | Candidato                          | Risultati 7 marzo 1909 | Risultati 7 marzo 1909 |
| Partito                            | Partito                            | Candidato                          | Voti                   | %                      |
| ---------------------------------- | ---------------------------------- | ---------------------------------- | ---------------------- | ---------------------- |
|                                    | Unione Elettorale Cattolica        | Giovanni Maria Longinotti          | 2 270                  | 56,89                  |
|                                    | Sinistra storica                   | Carlo Gorio                        | 1 720                  | 43,11                  |
|                                    |                                    |                                    |                        |                        |
| Iscritti                           | Iscritti                           | Iscritti                           | 5 630                  | 100,00                 |
| ↳ Votanti (% su iscritti)          | ↳ Votanti (% su iscritti)          | ↳ Votanti (% su iscritti)          | 4 524                  | 80,36                  |
| ↳ Voti validi (% su votanti)       | ↳ Voti validi (% su votanti)       | ↳ Voti validi (% su votanti)       | 3 990                  | 88,20                  |
| ↳ Schede non valide (% su votanti) | ↳ Schede non valide (% su votanti) | ↳ Schede non valide (% su votanti) | 534                    | 11,80                  |
| ↳ Astenuti (% su iscritti)         | ↳ Astenuti (% su iscritti)         | ↳ Astenuti (% su iscritti)         | 1 106                  | 19,64                  |

### XXIV legislatura
Le votazioni si svolsero negli stessi 508 collegi uninominali già esistenti ma, come previsto dal regio decreto del 26 giugno 1913, era eletto al primo turno il candidato che «ha ottenuto un numero di voti maggiore del decimo del numero totale degli elettori del collegio e più della metà dei suffragi dati dai votanti» escludendo le schede nulle (art. 91). Se nessun candidato era eletto, al ballottaggio tra i due candidati con più voti (art. 92) era eletto chi otteneva il maggior numero di voti oppure, in caso di ugual numero di voti, il maggiore d'età (art. 93).
| Partito                            | Partito                            | Candidato                          | Risultati 26 ottobre 1913 | Risultati 26 ottobre 1913 |
| Partito                            | Partito                            | Candidato                          | Voti                      | %                         |
| ---------------------------------- | ---------------------------------- | ---------------------------------- | ------------------------- | ------------------------- |
|                                    | Unione Elettorale Cattolica        | Giovanni Maria Longinotti          | 8 406                     | 69,67                     |
|                                    | Blocco Popolare (Lib-Soc-Rad-Rep)  | Ercole Paroli                      | 3 659                     | 30,33                     |
|                                    |                                    |                                    |                           |                           |
| Iscritti                           | Iscritti                           | Iscritti                           | 21 896                    | 100,00                    |
| ↳ Votanti (% su iscritti)          | ↳ Votanti (% su iscritti)          | ↳ Votanti (% su iscritti)          | 13 561                    | 61,93                     |
| ↳ Voti validi (% su votanti)       | ↳ Voti validi (% su votanti)       | ↳ Voti validi (% su votanti)       | 12 065                    | 88,97                     |
| ↳ Schede non valide (% su votanti) | ↳ Schede non valide (% su votanti) | ↳ Schede non valide (% su votanti) | 1 496                     | 11,03                     |
| ↳ Astenuti (% su iscritti)         | ↳ Astenuti (% su iscritti)         | ↳ Astenuti (% su iscritti)         | 8 335                     | 38,07                     |